# 豆茶决明
豆茶决明（学名：Cassia nomame）为豆科决明属下的一个种。

## 扩展阅读
- 維基物種上的相關：豆茶决明